# NCT Life
NCT Life (hangul: 엔씨티 라이프) é um show de variedades que conta com o boy group sul-coreano NCT. Atualmente, abrange mais de oito temporadas diferentes.

## Enredo
Os membros do grupo mostram seu dia a dia e permitem que o público veja suas atividades promocionais, geralmente utilizando cidades asiáticas ou certas habilidades dos membros como base para construir as temporadas.

## Temporadas
| Temporada | Temporada | Título                               | Episódios | Episódios | Originalmente exibido | Originalmente exibido  |
| Temporada | Temporada | Título                               | Episódios | Episódios | Estreia da temporada  | Final da temporada     |
| --------- | --------- | ------------------------------------ | --------- | --------- | --------------------- | ---------------------- |
|           | 1         | NCT Life in Bangkok                  | 6         | 6         | 16 de abril de 2016   | 2 de maio de 2016      |
|           | 2         | NCT Life in Seoul                    | 7         | 7         | 21 de maio de 2016    | 11 de junho de 2016    |
|           | 3         | NCT Life in Paju                     | 5         | 5         | 16 de julho de 2016   | 20 de agosto de 2016   |
|           | 4         | NCT Life: Korean Food King Challenge | 6         | 6         | 22 de outubro de 2016 | 26 de novembro de 2016 |
|           | 5         | NCT Life: Entertainment Retreat      | 6         | 6         | 4 de março de 2017    | 19 de março de 2017    |
|           | 6         | NCT Life in Chiangmai                | 6         | 6         | 25 de março de 2017   | 9 de abril de 2017     |
|           | 7         | NCT Life in Osaka                    | 21        | 21        | 14 de junho de 2017   | 22 de julho de 2017    |
|           | 8         | NCT Life: Hot & Young Seoul Trip     | 12        | 12        | 23 de julho de 2018   | 17 de agosto de 2018   |
|           | 9         | NCT Life in Chuncheon & Hongcheon    | 18        | 18        | 9 de dezembro de 2019 | 17 de janeiro de 2020  |
|           | 10        | NCT Life: DREAM in Wonderland        | 12        | 12        | 6 de julho de 2020    | 11 de agosto de 2020   |
|           | 11        | NCT Life: Gapyeong                   | 12        | 12        | 30 de agosto de 2021  | ( )                    |

### NCT Life in Bangkok(2016)
Foca-se nos SM Rookies e em sua jornada para debutar. Gravada em Bangkok, a temporada é conduzida por Ten.

### NCT Life in Seoul(2016)
Apresenta os dois novos membros chineses: Winwin e Kun. Apresenta os membros fazendo um tour por Seul e completando missões.

### NCT Life in Paju(2016)
Apresenta os membros do NCT 127 planejando e executando atividades divertidas em Paju.

### NCT Life: Korean Food King Challenge(2016)
Sob a guia do chef Kwon Woo-jung, os membros aprendem como fazer "o top-10 pratos coreanos mais amados pelos estrangeiros". Uma colaboração com o Ministério da Cultura, Esportes e Turismo para espalhar a cultura coreana.

### NCT Life: Entertainment Retreat(2017)
Apresenta os membros do NCT Dream de férias, junto com Leeteuk e Shindong, membros do grupo sul-coreano Super Junior.

### NCT Life in Chiangmai(2017)
Apresenta os membros fazendo uma tour pela cidade de Chiangmai, com Ten como o guia do grupo.

### NCT Life in Osaka(2017)
Apresenta os membros fazendo uma tour pela cidade de Osaka, tendo Yuta como seu guia.

### NCT Life: Hot & Young Seoul Trip(2018)
Apresenta os membros estrangeiros fazendo uma tour pela cidade de Seul, tendo Johnny como seu guia.

### NCT Life in Chuncheon & Hongcheon(2019)
A temporada apresenta uma viagem de dois dias em Gangwon-do, Chungcheon e Hongcheon, onde coexistem natureza colorida e atividades emocionantes.

### NCT Life: DREAM in Wonderland(2020)
A temporada apresenta 5 membros do NCT Dream escapando da cidade para completar missões a fim de chegar ao "País das Maravilhas".

### NCT Life: Gapyeong(2021)
Apresenta os membros do NCT 127 (com exceção de Winwin). Essa temporada também marca a primeira aparição de Jungwoo no programa, já que ele era o único membro do projeto NCT 2018 que não havia participado do NCT Life.

## Elenco
Alem dos membros do NCT, alguns membros do SM Rookies também estrelam algumas temporadas do programa.
| Membros                                    | Temporadas                                 | Temporadas                                 | Temporadas                                 | Temporadas                                 | Temporadas                                 | Temporadas                                 | Temporadas                                 | Temporadas                                 | Temporadas                                 | Temporadas                                 | Temporadas                                 |
| Membros                                    | 1                                          | 2                                          | 3                                          | 4                                          | 5                                          | 6                                          | 7                                          | 8                                          | 9                                          | 10                                         | 11                                         |
| Membros                                    | Elenco principal da atual/última temporada | Elenco principal da atual/última temporada | Elenco principal da atual/última temporada | Elenco principal da atual/última temporada | Elenco principal da atual/última temporada | Elenco principal da atual/última temporada | Elenco principal da atual/última temporada | Elenco principal da atual/última temporada | Elenco principal da atual/última temporada | Elenco principal da atual/última temporada | Elenco principal da atual/última temporada |
| ------------------------------------------ | ------------------------------------------ | ------------------------------------------ | ------------------------------------------ | ------------------------------------------ | ------------------------------------------ | ------------------------------------------ | ------------------------------------------ | ------------------------------------------ | ------------------------------------------ | ------------------------------------------ | ------------------------------------------ |
| Taeyong                                    |                                            |                                            |                                            |                                            |                                            |                                            |                                            |                                            |                                            |                                            |                                            |
| Jaehyun                                    |                                            |                                            |                                            |                                            |                                            |                                            |                                            |                                            |                                            |                                            |                                            |
| Yuta                                       |                                            |                                            |                                            |                                            |                                            |                                            |                                            |                                            |                                            |                                            |                                            |
| Doyoung                                    |                                            |                                            |                                            |                                            |                                            |                                            |                                            |                                            |                                            |                                            |                                            |
| Taeil                                      |                                            |                                            |                                            |                                            |                                            |                                            |                                            |                                            |                                            |                                            |                                            |
| Mark                                       |                                            |                                            |                                            |                                            |                                            |                                            |                                            |                                            |                                            |                                            |                                            |
| Haechan                                    |                                            |                                            |                                            |                                            |                                            |                                            |                                            |                                            |                                            |                                            |                                            |
| Johnny                                     |                                            |                                            |                                            |                                            |                                            |                                            |                                            |                                            |                                            |                                            |                                            |
| Jungwoo                                    |                                            |                                            |                                            |                                            |                                            |                                            |                                            |                                            |                                            |                                            |                                            |
| Membros                                    |                                            |                                            |                                            |                                            |                                            |                                            |                                            |                                            |                                            |                                            |                                            |
| Elenco principal das temporadas anteriores |                                            |                                            |                                            |                                            |                                            |                                            |                                            |                                            |                                            |                                            |                                            |
| Ten                                        |                                            |                                            |                                            |                                            |                                            |                                            |                                            |                                            |                                            |                                            |                                            |
| Jeno                                       |                                            |                                            |                                            |                                            |                                            |                                            |                                            |                                            |                                            |                                            |                                            |
| Hansol                                     |                                            |                                            |                                            |                                            |                                            |                                            |                                            |                                            |                                            |                                            |                                            |
| Jaemin                                     |                                            |                                            |                                            |                                            |                                            |                                            |                                            |                                            |                                            |                                            |                                            |
| Jisung                                     |                                            |                                            |                                            |                                            |                                            |                                            |                                            |                                            |                                            |                                            |                                            |
| Winwin                                     |                                            |                                            |                                            |                                            |                                            |                                            |                                            |                                            |                                            |                                            |                                            |
| Kun                                        |                                            |                                            |                                            |                                            |                                            |                                            |                                            |                                            |                                            |                                            |                                            |
| Renjun                                     |                                            |                                            |                                            |                                            |                                            |                                            |                                            |                                            |                                            |                                            |                                            |
| Chenle                                     |                                            |                                            |                                            |                                            |                                            |                                            |                                            |                                            |                                            |                                            |                                            |
| Lucas                                      |                                            |                                            |                                            |                                            |                                            |                                            |                                            |                                            |                                            |                                            |                                            |

## Plataformas de exibição
Mundialmente
- V Live

Coreia do Sul
- Naver TV Cast
- V Live
- MBC Music (Temporadas 1-3)[19]
- KBS Joy (Temporada 7)[20]
- Oksusu[20]
- KT Seezn (Temporada 9)[21]

China
- Youku
- Tudou[4]
- Ali Music[4]

Tailândia
- True4U[4]
- LINE TV[12]

Taiwan
- MTV[22]